# Teresa Sádaba
Teresa Sádaba Garraza (Pamplona, 15 de enero de 1975) es una profesora universitaria española. Profesora titular de Periodismo en la Facultad de Comunicación de la Universidad de Navarra y exdecana de ISEM Fashion Business School (2011-2025). Experta en framing y su aplicación a la comunicación estratégica. Desarrolla su investigación en temas de política y moda.

## Biografía
Nacida en Pamplona en 1975, durante sus estudios de Periodismo en la Universidad de Navarra trabajó en el Diario de Navarra. Tras licenciarse en Periodismo por dicha universidad y en Ciencias Políticas por la Universidad Nacional de Educación a Distancia, fue research scholar en la London School of Economics and Political Science (1998), y en la Universidad de Texas en Austin (1999). En 2001 defendió su tesis doctoral —realizada bajo la dirección de María José Canel—, con el título “La teoría del encuadre (framing) desde una perspectiva simbólica. Una propuesta de estudio para los medios de comunicación”, que recibió el Premio extraordinario de doctorado de la Facultad de Comunicación de la Universidad de Navarra.
Desde 2001, ha sido profesora de Comunicación Política e Instituciones Jurídico-Políticas en la Facultad de Comunicación de la Universidad de Navarra. Para esta asignatura publicó en 2007 el libro "Cómo entender la política de Estados Unidos. Guía para una buena comunicación política”. También desde este año, y hasta 2012, fue profesora invitada por la Universidad Paris XII, para impartir anualmente un módulo de comunicación política.
Ha sido miembro del grupo de investigación para el Parlamento Europeo sobre “Globalisation of the media industry and possible threats to cultural diversity” (2001). Fue Subdirectora del Máster en Comunicación Política y Corporativa de la Facultad de Comunicación de la Universidad de Navarra (2004-2007), programa que contribuyó a fundar.
En 2006 obtuvo una beca Fulbright para desarrollar un proyecto de investigación en la Universidad George Washington sobre los grupos de presión en Estados Unidos y Europa. Al año siguiente, compaginó su actividad docente con la dirección de relaciones institucionales en el gabinete de dirección de Caja Navarra (2007-2011); un periodo de tiempo en el que se transformaría en Banca Cívica y se desarrollaría internacionalmente.
Entre 2011 y 2025, dirigió ISEM Fashion Business School, donde fue profesora de Comunicación Estratégica para empresas de moda. En ISEM impulsó la creación de distintos programas académicos y de investigación en el área de la moda, además de las relaciones con la industria gracias a las Cátedras de la escuela y otros proyectos como Atelier y The Hive. Desde 2025 es directora de Relaciones Institucionales de la Universidad de Navarra y adjunta a la rectora, María Iraburu.
A lo largo de los años, su investigación académica se ha centrado en la teoría del Framing y su aplicación en la comunicación estratégica en distintos sectores como la política, la banca y las empresas de moda. Desde 2022 trabaja en temas de política y moda y en nuevos desarrollos de la comunicación y dirige el grupo de investigación en Moda Digital.
La profesora Sádaba imparte numerosas conferencias y seminarios de carácter divulgativo, así como colaboraciones esporádicas en medios de comunicación.

## Premios y reconocimientos
- Premio Garcilaso, concedido por La Información, S.A. (1997).[16]
- Premio Álvaro Pérez-Ugena a la divulgación científica en Comunicación (2011)[17]
- Una de las mujeres más influyentes, según la revista revista Yo Dona (2017)[18]

## Publicaciones
Entre sus publicaciones más representativas, destacan:

### Libros
- Con Roberto Rodríguez Andrés (Eds.), Periodistas ante conflictos: el papel de los medios de comunicación en situaciones de crisis. Pamplona, Eunsa, 1999, 267 pp. ISBN: 8431317329.[19]

- Framing: una teoría para los medios de comunicación. Pamplona, Ulzama, 2006, 241 pp. ISBN: 8496063755.[20]

- Cómo entender la política de Estados Unidos. Guía para una buena comunicación política. Pamplona, Ulzama, 2007, 1ª (2009, 2ª ampliada, 150 pp. ISBN: 9788496807709)[21]

- Framing, el encuadre de las noticias: el binomio terrorismo-medios. Buenos Aires, La Crujía, 2008, 251 pp. ISBN: 9789876010283.[20]

- Moda en el entorno digital (Editora). Pamplona, Eunsa, 2015, 191 pp. ISBN: 9788431330262.[22]

- Con Isabel Cantista (Eds.), Understanding luxury fashion: from emotions to brand building. Cham (Zug), Suiza, Palgrave Macmillan, 2019, 284 pp. ISBN: 9783030256548.[23]

- Con Nadzeya Kalbaska, Francesca Cominelli, Lorenzo Cantoni, Marta Torregrosa Puig (Eds.), Fashion Communication [Recurso electrónico]: Proceedings of the FACTUM 21 Conference, Pamplona, Spain, 2021. Cham (Zug), Suiza, Springer International Publishing, 2021. ISBN: 9783030813215.[24]

### Artículos
- Sádaba, Teresa (2001) Origen, aplicación y límites de la" teoría del encuadre" en comunicación. Comunicación y sociedad=Communication & Society, 14 (2), 143-175.

- Sádaba, Teresa y María Teresa Laporte (2006) "Mediated terrorism in comparative perspective." Media, Terrorism, and Theory, 69-90.[25]

- Sádaba, Teresa (2002) "“Each to His Own...” September 11 in Basque Media", Television & New Media 3 (2), 219-222.[26]

- San Miguel, Patricia y Teresa Sádaba (2018) "Nice to be a fashion blogger, hard to be influential: An analysis based on personal characteristics, knowledge criteria, and social factors." Journal of Global Fashion Marketing 9 (1), 40-58.

- Kalbaska, N., Sádaba, T., y Cantoni, L. (2018) "Fashion communication: Between tradition and digital transformation", Studies in Communication Sciences, 18 (2), 269-285.

- SanMiguel, P., Pérez-Bou, S., Sádaba, T., y Mir-Bernal, P. (2021) "How to Communicate Sustainability: From the Corporate Web to E-Commerce. The Case of the Fashion Industry", Sustainability, 13 (20), 11363.[27]